# Finale della Coppa delle Coppe 1992-1993
La finale della 33ª edizione della Coppa delle Coppe UEFA è stata disputata il 12 maggio 1993 al Wembley Stadium di Londra tra Parma e Anversa. All'incontro hanno assistito circa 37 000 spettatori. La partita, arbitrata dal tedesco Karl-Josef Assenmacher, ha visto la vittoria per 3-1 del club italiano.

## Il cammino verso la finale
Il Parma di Nevio Scala esordì contro gli ungheresi dell'Újpest battendoli con un risultato complessivo di 2-1. Agli ottavi di finale i portoghesi del Boavista furono sconfitti 2-0 in casa, dopo che l'andata al Tardini si concluse a reti inviolate. Ai quarti i Ducali affrontarono i cechi dello Sparta Praga, capaci di eliminare i campioni uscenti del Werder Brema, battendoli in trasferta 2-0 e pareggiando 0-0 la gara di ritorno a Parma. In semifinale gli spagnoli dell'Atlético Madrid furono sconfitti 2-1 al Vicente Calderón e, sebbene vinsero la gara di ritorno 1-0, furono comunque eliminati in virtù della regola dei gol fuori casa cui seguirono le polemiche per un presunto rigore non assegnato ai colchoneros.
L'Anversa di Walter Meeuws iniziò il cammino europeo contro i nordirlandesi del Glenavon pareggiando entrambe le gare 1-1 e avendo la meglio solo ai tiri di rigore. Agli ottavi gli austriaci dell'Admira Wacker M. vennero battuti in trasferta 4-2 e col medesimo risultato vinsero in casa dell'Anversa. Furono necessari i tempi supplementari e un gol di Alexandre Czerniatynski. Ai quarti di finale i Great Old affrontarono i rumeni della Steaua Bucarest superandoli grazie alla regola dei gol in trasferta dopo lo 0-0 casalingo e l'1-1 in Romania. In semifinale i russi dello Spartak Mosca vinsero 1-0 tra le mura amiche prima di essere rimontati 3-1 in Belgio.

## La partita
A Londra va in scena la finale tra il Parma, realtà emergente del calcio italiano, e l'Anversa, giunta in finale tra alti e bassi e favorita dal calendario. I Gialloblu sono chiaramente favoriti, anche se privi del loro capocannoniere Faustino Asprilla, e dopo meno di dieci minuti sono già in vantaggio grazie a Lorenzo Minotti, abile a sfruttare un'indecisione del portiere dei belgi Stevan Stojanović, e a tirare al volo sotto la traversa. L'illusione di chiudere presto i conti dura però solo due minuti, in quanto arriva il pareggio di Francis Severeyns con un bel diagonale. Alla mezz'ora Alessandro Melli stacca di testa il gol del 2-1, ancora una volta con la complicità della retroguardia fiamminga. A inizio ripresa il Parma attacca senza riuscire però a dare il colpo del K.O., che però arriva a sei minuti dalla fine con Stefano Cuoghi che scatta sul filo del fuorigioco e batte per la terza volta il portiere avversario.

## Tabellino
| Arbitro: | Karl-Josef Assenmacher |

|                                 |           |               |
| Minotti 9’ Melli 30’ Cuoghi 84’ | Marcatori | 11’ Severeyns |

| Parma | Anversa |

| Parma         |    |                   |     |     |
|               |    |                   |     |     |
| P             | 1  | Marco Ballotta    |     |     |
| D             | 2  | Antonio Benarrivo |     |     |
| D             | 3  | Alberto Di Chiara | 32’ |     |
| D             | 4  | Lorenzo Minotti   |     |     |
| D             | 5  | Luigi Apolloni    |     |     |
| D             | 6  | Georges Grün      |     |     |
| A             | 7  | Alessandro Melli  |     |     |
| C             | 8  | Daniele Zoratto   |     | 26’ |
| C             | 9  | Marco Osio        |     | 75’ |
| C             | 10 | Stefano Cuoghi    |     |     |
| A             | 11 | Tomas Brolin      |     |     |
| Sostituzioni: |    |                   |     |     |
| C             | 14 | Gabriele Pin      |     | 26’ |
| C             | 15 | Fausto Pizzi      |     | 75’ |
| Allenatore:   |    |                   |     |     |
| Nevio Scala   |    |                   |     |     |

| Anversa       |    |                        |     |     |
|               |    |                        |     |     |
| P             | 1  | Stevan Stojanović      |     |     |
| D             | 2  | Wim Kiekens            |     |     |
| D             | 3  | Nico Broeckaert        | 82’ |     |
| D             | 4  | Rudi Taeymans          |     |     |
| D             | 5  | Rudi Smidts            |     |     |
| C             | 6  | Dragan Jakovljević     |     | 51’ |
| C             | 7  | Ronny van Rethy        |     |     |
| C             | 8  | Didier Segers          | 66’ | 82’ |
| A             | 9  | Francis Severeyns      | 37’ |     |
| C             | 10 | Hans-Peter Lehnhoff    |     |     |
| A             | 11 | Alex Czerniatynski     |     |     |
| Sostituzioni: |    |                        |     |     |
| C             | 14 | Patrick van Veirdeghem |     | 51’ |
| A             | 15 | Noureddine Moukrim     |     | 82’ |
| Allenatore:   |    |                        |     |     |
| Walter Meeuws |    |                        |     |     |